# Чахмахчян, Левон Хоренович
Лево́н Хоре́нович Чахмахчя́н (род. 30 августа 1952, Ереван) — российский государственный деятель, политик, бывший представитель в Совете федерации от Народного хурала (парламента) Республики Калмыкия. В 2008 году был осужден на 7,5 лет по делу о мошенничестве. 4 октября 2022 года Европейский суд по правам человека (ЕСПЧ) признал незаконным уголовное преследование и осуждение сенатора от Калмыкии Левона Чахмахчяна и полностью его оправдал.

## Биография
Родился 30 августа 1952 года в Ереване, Армянская ССР.
В 1974 году окончил Ереванский государственный университет по специальности «журналист», в 1987 году  (заочно) – Армянский государственный институт физической культуры, в 1988 году (заочно) – Высшую партийную школу при  ЦК КПСС.

С 1974 года по 1981 год работал корреспондентом, политическим обозревателем, заведующим  отделом республиканской газеты «Коммунист» (сегодня — «Голос Армении»)

В 1981 году был переведен на работу инструктором  в  ЦК Компартии  Армении. Затем работал заведующим сектором ЦК, помощником первого секретаря ЦК, заведующим отделом общим отделом ЦК КП Армении. В 1988 году был назначен ответственным секретарем Комиссии Политбюро ЦК КПСС по ликвидации последствий землетрясения в Армении, которую возглавлял председатель Совета Министров СССР Николай Рыжков.

В 1989 году был переведен на работу в Москву в аппарат ЦК КПСС, где сначала работал консультантом, а затем  - заведующим сектором. C сентября 1991 года – консультант аппарата Президента  СССР.

С 1992 года по 1996 год работал консультантом в аппарате Правительства Российской Федерации.

В 1996 году руководил избирательной кампанией кандидата в Президенты России, председателя  Партии самоуправления трудящихся  академика Святослава Федорова. В том же году был избран членом Центральной избирательной комиссии Российской Федерации с правом совещательного голоса.

C 1997 года  – вице-президент Московской независимой вещательной корпорации «ТВ-6 Москва» и по совместительству генеральный  директор вещательного центра «ТВ-6 Волна» и агентства «ТВ-6 Медиа».

В 2000 году, после гибели академика Святослава Федорова, был избран председателем политической партии «Российская партия самоуправления трудящихся».

В 2001 году был избран первым заместителем председателя Политсовета движения «Россия». В том же году  был избран председателем комитета по вручению  международных  премий  имени академика Святослава Федорова, которая была учреждена по его инициативе. Среди ее лауреатов известные российские политики, представители науки, культуры, бизнеса и спорта.

С 2004 года  член Совета Федерации Федерального Собрания Российской Федерации от Народного Хурала  (Парламента) Республики Калмыкия. В 2005 году  был избран заместителем председателя Комитета Совета Федерации по вопросам местного самоуправления.
Будучи членом Совета Федерации входил в состав Межпарламентской комиссии по сотрудничеству между  Национальным Собранием Республики Армения и Федеральным Собранием Российской Федерации.

В 2006 году был избран президентом Ассоциации российско-армянского делового сотрудничества (АРАДЕС).
C 2011 года президент, председатель совета директоров компании «Амком».
С 1977 года член Союза журналистов СССР, а с 1991 года член Союза журналистов России.
В 2003 году по решению президиума Национальной академии наук Республики Армения награжден золотой медалью академии и избран ее почетным доктором.
Является академиком Международной академии проблем гуманизма и Академии управления, медицины и права имени Святослава Федорова.

### Уголовное преследование и Оправдание
- К Чахмахчяну обратился руководитель авиакомпании «Трансаэро» Александр Плешаков в связи с обнаружением аудитором Счетной палаты Владимиром Пансковым недоплаты авиакомпанией 300 миллионов долларов таможенных платежей. Попытки оказать воздействие на Панскова через Сергея Степашина, Татьяну Анодину (председатель Межгосударственного авиационного комитета, мать Плешакова), Валентину Матвиенко, результатов не дали. Чахмахчян обещал помочь, но предложил Плешакову вступить в Ассоциацию российско-армянского делового сотрудничества и сделать взнос в размере $1,5 млн. С этого времени Чахмахчян действовал под контролем ФСБ. C 22 мая по 2 июня 2006 года его телефоны прослушивались, но судья Верховный суда РФ Анатолий Бризицкий вынес постановление о прослушивании телефонных переговоров лишь 23 мая 2006 (при том, что Чахмахчян и обладал неприкосновенностью, как член Совета Федерации).
- 2 июня 2006 — во время спецоперации ФСБ в Москве был обнаружен кейс, в котором находились $300 тыс., помеченных оперативниками. Всего, по данным ФСБ, Чахмахчян должен был получить $1,5 млн, но оставшуюся часть предполагалось перечислить на банковский счет.
- 23 июня 2006 — Совет Федерации проголосовал за досрочное снятие с Левона Чахмахчяна полномочий. С того момента Верховный Суд РФ около 10 раз вызывал бывшего сенатора на заседание, но тот игнорировал слушания, ссылаясь на госпитализацию.
- 19 августа 2006 года адвокат Чахмахчяна Борис Кузнецов направил в Конституционный Суд России жалобу о незаконном прослушивании Чахмахчяна с приложением Справки-меморандума, имеющей гриф «секретно», в которой содержались доказательства незаконности прослушивания, год спустя на Кузнецова было возбуждено уголовное дело за разглашение государственной тайны (направление в Конституционный Суд справки-меморандума), он покинул территорию России и в феврале 2008 года получил политическое убежище в США.
- 8 декабря 2006 — на выездном заседании (прямо в больнице) судейская коллегия Верховного Суда признала в действиях Левона Чахмахчяна признаки преступления.
- 29 мая 2007 — Басманный суд Москвы продлил до 2 августа срок ареста бывшему сенатору, обвиняемому в мошенничестве согласно требованию Генпрокуратуры. Обвинение не представило новых оснований для содержания экс-сенатора под стражей и мотивирует продление срока ареста тем, что сенатор может воспрепятствовать следствию. Адвокат намерена обжаловать решение суда[7].
- 17 июля 2008 — Мосгорсуд осудил Чахмахчяна на 9 лет с отбыванием срока в исправительной колонии общего режима. В срок зачтено время его предварительного заключения под стражей (с 1 февраля 2007 года)[8].
- ноябрь 2008 — Верховный суд России снизил срок наказания с 9 лет до 7,5 и переквалифицировал действия Чахмахчяна с мошенничества  на покушение на мошенничество.[9].
- январь 2011 — Чахмахчян был досрочно освобожден из колонии за примерное поведение[10].
- 4 октября 2022 - Европейский суд по правам человека (ЕСПЧ) признал незаконным уголовное преследование и осуждение сенатора от Калмыкии Левона Чахмахчяна и и полностью

его оправдал.

## Книги
Автор 8 книг, таких как: «Армения, 1988. Испытание декабрем», «Политика здравого смысла», «Помнить и верить», ««Третий путь» для России и мира», «Олимпийские мгновения», «25 дней большого футбола» и др., 5 информационно-справочных изданий. Книга «Армения, 1988. Испытания декабрем», изданная в 2002 году в Москве, о землетрясении в Армении, переведена на армянский, английский, испанский и немецкий языки.

## Награды
Награжден орденом  «Знака почета», почетной грамотой  Президиума Верховного Совета  Армянской ССР,  почетной грамотой Совета Федерации Федерального Собрания Российской Федерации, памятным нагрудным знаком «100-летие Государственной Думы», почетной грамотой  Национального Собрания Республики Армении, благодарность мэра Москвы, благодарность председателя Центральной избирательной комиссии Российской Федерации, золотой медалью «За помыслы и деяния, в память 150-летия  С.Ю. Витте», медалью в память 200-летия со дня рождения А.С. Пушкина, орденом «Слава нации», присужденным Международным благотворительным фондом «Меценаты столетия».